# Contrabbandieri a Macao
Contrabbandieri a Macao (Forbidden) è un film del 1953 diretto da Rudolph Maté.

## Trama
È da tempo che Christine Lawrence-Manard ed Eddie Darrow – due figure coinvolte, magari loro malgrado, e con ruoli assolutamente marginali, nell'ambiente criminale statunitense - si amano; ed è pure probabilmente inscritto nel destino che Christine abbia contratto matrimonio non con Eddie, ma, per ben due volte, con qualche importante malavitoso.
La prima volta è stata a Filadelfia, quando l'avvenente donna si è unita – in qualche modo costretta - al gangster Manard, che minacciava altrimenti di infierire su Eddie, per qualche affare non specificato. Morto Manard, Christine era diventata una possibile vittima del racket, ed era fuggita a Macao, senza avvertire - per proteggerlo - Eddie, che però si era sentito tradito da tal comportamento.
La seconda volta è stata proprio a Macao. Eddie vi era stato inviato, dietro lauto compenso, alla ricerca della donna, da Bernie Pendleton – che aveva in passato instaurato loschi traffici con Manard, - con l'incarico di ricondurre Christine negli Stati Uniti; e vi aveva incontrato Justin Kait, facoltoso proprietario di un night club (e gestore di varie altre attività fraudolente), nonché – fatalità - attuale fidanzato di Christine, che peraltro era attratta principalmente dalla ricchezza e dall'apparente benevolenza di lui. Dopo un iniziale periodo di diffidenza, Christine e Eddie riscoprono il reciproco amore. In particolare quando viene alla luce che Christine aveva depositato in una cassetta di sicurezza alcuni documenti – da essere aperti e consultati da un ufficiale giudiziario dopo la morte di lei – che incriminavano, senza possibilità di scampo, Pendleton, per le sue attività criminali con Manard. Pendleton voleva che Christine tornasse a Philadelphia per convincerla in qualche modo a consegnarli i documenti. Per un malinteso, tuttavia, a Macao, Christine, offesa e adirata (senza un reale motivo), accetta improvvisamente di sposare Justin.
Quando le cose fra Eddie e Christine si chiariscono, i due cercano, aiutati da Allan, il pianista del night club, nonché filosofo in erba sempre pronto a citare Schopenhauer (poi rivelatosi qualcosa come un agente segreto), di lasciare Macao senza essere sorpresi da Justin. Dopo svariate vicissitudini, ed innumerevoli scazzottamenti, la coppia, inseguita da Justin e i suoi, finisce su un transpacifico ormeggiato al porto e destinato a raggiungere San Francisco. Poco dopo che Christine ed Eddie abbandonano la nave, essa esplode, in un diluvio di fiamme, portando alla morte gli inseguitori. Gli inquirenti ritrovano sul relitto diversi oggetti personali di Christine, che viene considerata deceduta nell'incidente: di conseguenza la sua cassetta di sicurezza viene aperta e Pendleton viene incriminato e condannato. Eddie e Christine, a bordo di un'altra nave, stanno per far ritorno in America dove iniziare una nuova vita.